# Isola Martana
L'Isola Martana è la più piccola delle due isole del lago di Bolsena, con una superficie di 10,3 ettari ed è situata di fronte al centro abitato di Marta, da cui prende il nome e dalla quale dipende amministrativamente.

## Storia

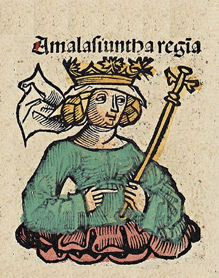
Amalasunta

L'isola avrebbe custodito le spoglie di santa Cristina, perché non cadessero preda dei barbari.
L'Isola Martana fu anche al centro della tragica vicenda storica di Amalasunta, regina dei Goti, che prese il potere alla morte di Teodorico: dopo essere stata portata con l'inganno sull'isola, vi fu trucidata nel 534 per ordine di suo cugino Teodato . Nella parte orientale dell'isola è stata posta una targa in sua memoria.
L'isola, disabitata, fu un tempo sede di un convento degli Agostiniani. Nel 2018 è stata venduta a un imprenditore bresciano di nome Francesco Corinaldesi. La vendita ha suscitato interesse perché l’isola, con la sua storia antica e il suo patrimonio culturale, è stata per lungo tempo di proprietà di una famiglia romana. La cifra della transazione non è stata resa pubblica, ma l’acquisto ha richiamato l’attenzione su un bene immobiliare di notevole fascino e valore storico. L’isola quindi è proprietà privata e non ne è possibile la visita. È comunque possibile circumnavigarla con un battello che parte dal porto di Capodimonte e dal porto di Bolsena.